# Jan Aleksander Wajand
Jan Aleksander Wajand (ur. 1929, zm. 13 grudnia 2019) – polski inżynier, dr hab. prof.

## Życiorys
W 1951 ukończył studia mechaniczne na Politechnice Łódzkiej. Obronił pracę doktorską, następnie habilitował się na podstawie dorobku naukowego i pracy. W 1972 nadano mu tytuł profesora w zakresie nauk technicznych. Pracował w Katedrze Silników Spalinowych i Pojazdów na Wydziale Budowy Maszyn i Informatyki Akademii Technicznej i Humanistycznej w Bielsku-Białej.
Objął stanowisko kierownika w Katedrze Informatycznych Systemów Projektowania na  Wydziale Informatyki i Zarządzania w Wyższej Szkole Informatyki i Zarządzania w Bielsku-Białej, oraz w Katedrze Cieplnych Maszyn Tłokowych na Wydziale Budowy Maszyn Filii Politechniki Łódzkiej w Bielsku-Białej.
Odznaczony Krzyżem Komandorskim i Oficerskim Orderu Odrodzenia Polski i Medalem Komisji Edukacji Narodowej.
Został pochowany na cmentarzu rzymskokatolickim przy ul. Szczecińskiej w Łodzi.

## Publikacje
- Badania magnetoelektrycznego napędu zaworów rozrządu silnika spalinowego, 27th International Scientific Conference on Internal Combustion Engines, Kones-2001, Jastrzębia Góra 9-12.09.2001[2]
- Analiza sposobów elektromagnetycznego napędzania zaworów rozrządu tłokowego silnika, spalinowego, 27th International Scientific Conference on Internal Combustion Engines, Kones-2001, Jastrzębia Góra 9-12.09.2001[2]
- 2001: Analiza sposobów elektromagnetycznego napędzania zaworów rozrządu tłokowego silnika spalinowego, 27th International Scientific Conference on Internal Combustion Engines, KONES-2000, 9-12.09.01[2]
- 2001: Doświadczalny silnik z magnetoelektrycznym rozrządem, 27th International Scientific Conference on Internal Combustion Engines, KONES-2001, 9-12.09.01[2]